# Blackstalund
Blackstalund is een plaats in de gemeente Uppsala in het landschap Uppland en de provincie Uppsala län in Zweden. De plaats heeft 196 inwoners (2005) en een oppervlakte van 65 hectare.